# Schermen op de Olympische Zomerspelen 2016
Schermen is een van de sporten die beoefend werden op de Olympische Zomerspelen 2016 in Rio de Janeiro, Brazilië. De wedstrijden vonden van 6 tot en met 14 augustus plaats in de Arena Carioca. Deze sporttak omvat de disciplines degen, floret en sabel waarbij zowel door mannen als vrouwen individueel als in teamverband wordt uitgekomen.
Het IOC had het maximaal aantal deelnemers beperkt tot 212 atleten. Zowel bij de mannen als de vrouwen namen 106 deelnemers deel, waarbij het gastland Brazilië gegarandeerd acht plaatsen (m/v) kreeg toebedeeld.
Tevens heeft het IOC het aantal onderdelen beperkt tot tien van de twaalf mogelijke. Via een roulatiesysteem vallen (sinds 2008) telkens twee teamonderdelen af. Deze editie ontbreken sabel voor mannenteams en floret voor vrouwenteams, die eerder op het jaar werden geschermd op de wereldkampioenschappen.
Voor Nederland nam Bas Verwijlen deel aan het onderdeel degen individueel voor mannen. Hij werd uitgeschakeld in zijn eerste partij tegen de Rus Anton Avdejev (9-15).

## Schema
| Onderdeel          | 6 | 7 | 8 | 9 | 10 | 11 | 12 | 13 | 14 | Totaal |
| ------------------ | - | - | - | - | -- | -- | -- | -- | -- | ------ |
| Degen individueel  | v |   |   | m |    |    |    |    |    | 2      |
| Degen team         |   |   |   |   |    | v  |    |    | m  | 2      |
| Floret individueel |   | m |   |   | v  |    |    |    |    | 2      |
| Floret team        |   |   |   |   |    |    | m  |    |    | 1      |
| Sabel individueel  |   |   | v |   | m  |    |    |    |    | 2      |
| Sabel team         |   |   |   |   |    |    |    | v  |    | 1      |
| Totaal             | 1 | 1 | 1 | 1 | 2  | 1  | 1  | 1  | 1  | 10     |

## Medailles

### Mannen
| Onderdeel   | Goud | Goud                                                             | Zilver | Zilver                                                            | Brons | Brons                                                                 |
| ----------- | ---- | ---------------------------------------------------------------- | ------ | ----------------------------------------------------------------- | ----- | --------------------------------------------------------------------- |
| Degen       | KOR  | Park Sang-young                                                  | HUN    | Géza Imre                                                         | FRA   | Gauthier Grumier                                                      |
| Degen team  | FRA  | Yannick Borel Gauthier Grumier Daniel Jérent Jean-Michel Lucenay | ITA    | Marco Fichera Enrico Garozzo Paolo Pizzo Andrea Santarelli        | HUN   | Gábor Boczkó Géza Imre András Rédli Péter Somfai                      |
| Floret      | ITA  | Daniele Garozzo                                                  | USA    | Alexander Massialas                                               | RUS   | Timoer Safin                                                          |
| Floret team | RUS  | Artoer Achmatchoezin Timoer Safin Aleksej Tsjeremisinov          | FRA    | Jérémy Cadot Jean-Paul Tony Helissey Enzo Lefort Erwan Le Péchoux | USA   | Miles Chamley-Watson Race Imboden Alexander Massialas Gerek Meinhardt |
| Sabel       | HUN  | Áron Szilágyi                                                    | USA    | Daryl Homer                                                       | KOR   | Kim Jung-hwan                                                         |

### Vrouwen
| Onderdeel  | Goud | Goud                                                                | Zilver | Zilver                                                         | Brons | Brons                                                               |
| ---------- | ---- | ------------------------------------------------------------------- | ------ | -------------------------------------------------------------- | ----- | ------------------------------------------------------------------- |
| Degen      | HUN  | Emese Szász                                                         | ITA    | Rossella Fiamingo                                              | CHN   | Sun Yiwen                                                           |
| Degen team | ROU  | Loredana Dinu Simona Gherman Simona Pop Ana Maria Popescu           | CHN    | Hao Jialu Sun Yiwen Sun Yujie Xu Anqi                          | RUS   | Olga Kotsjneva Violetta Kolobova Tatjana Logoenova Ljoebov Sjoetova |
| Floret     | RUS  | Inna Deriglazova                                                    | ITA    | Elisa Di Francisca                                             | TUN   | Inès Boubakri                                                       |
| Sabel      | RUS  | Jana Jegorjan                                                       | RUS    | Sofja Velikaja                                                 | UKR   | Olga Charlan                                                        |
| Sabel team | RUS  | Jekaterina Djatsjenko Joelia Gavrilova Jana Jegorjan Sofja Velikaja | UKR    | Olga Charlan Alina Komasjtsjoek Olena Kravatska Olena Voronina | USA   | Monica Aksamit Ibtihaj Muhammad Dagmara Wozniak Mariel Zagunis      |

### Medaillespiegel
| Plaats | Land             | NOC    | Goud | Zilver | Brons | Totaal |
| ------ | ---------------- | ------ | ---- | ------ | ----- | ------ |
| 1      | Rusland          | RUS    | 4    | 1      | 2     | 7      |
| 2      | Hongarije        | HUN    | 2    | 1      | 1     | 4      |
| 3      | Italië           | ITA    | 1    | 3      | 0     | 4      |
| 4      | Frankrijk        | FRA    | 1    | 1      | 1     | 3      |
| 5      | Zuid-Korea       | KOR    | 1    | 0      | 1     | 2      |
| 6      | Roemenië         | ROU    | 1    | 0      | 0     | 1      |
| 7      | Verenigde Staten | USA    | 0    | 2      | 2     | 4      |
| 8      | China            | CHN    | 0    | 1      | 1     | 2      |
| 8      | Oekraïne         | UKR    | 0    | 1      | 1     | 2      |
| 9      | Tunesië          | TUN    | 0    | 0      | 1     | 1      |
| Totaal | Totaal           | Totaal | 10   | 10     | 10    | 30     |